# Henrik Hedman
Henrik Hedman, né le 5 février 1968 en Suède, est un homme d'affaires et un pilote automobile suédois.

## Carrière

### 2016
En 2016, après avoir participé à des manches de différents championnats tels que le Blancpain Endurance Series, le Pirelli World Challenge et le Ferrari Challenge, Henrik Hedman, toujours avec DragonSpeed, s'engage dans le championnat European Le Mans Series en catégorie LMP2 au volant d'une Oreca 05 motorisée par Nissan. 
Il obtient une victoire aux 4 Heures de Spa, une seconde place aux 4 Heures d'Estoril et des secondes places aux 4 Heures d'Imola et aux 4 Heures du Castellet, mais connait des abandons aux 4 Heures de Silverstone et aux 4 Heures du Red Bull Ring. Il finit en 4e position du championnat pilotes. 
La saison est également agrémentée d'une participation à le seconde manche du WeatherTech SportsCar Championship, les 12 Heures de Sebring. Malgré une Balance de Performance guère favorable, avec ses coéquipiers, il finit la course à la 4e place, à 4,3 s de la voiture de tête.

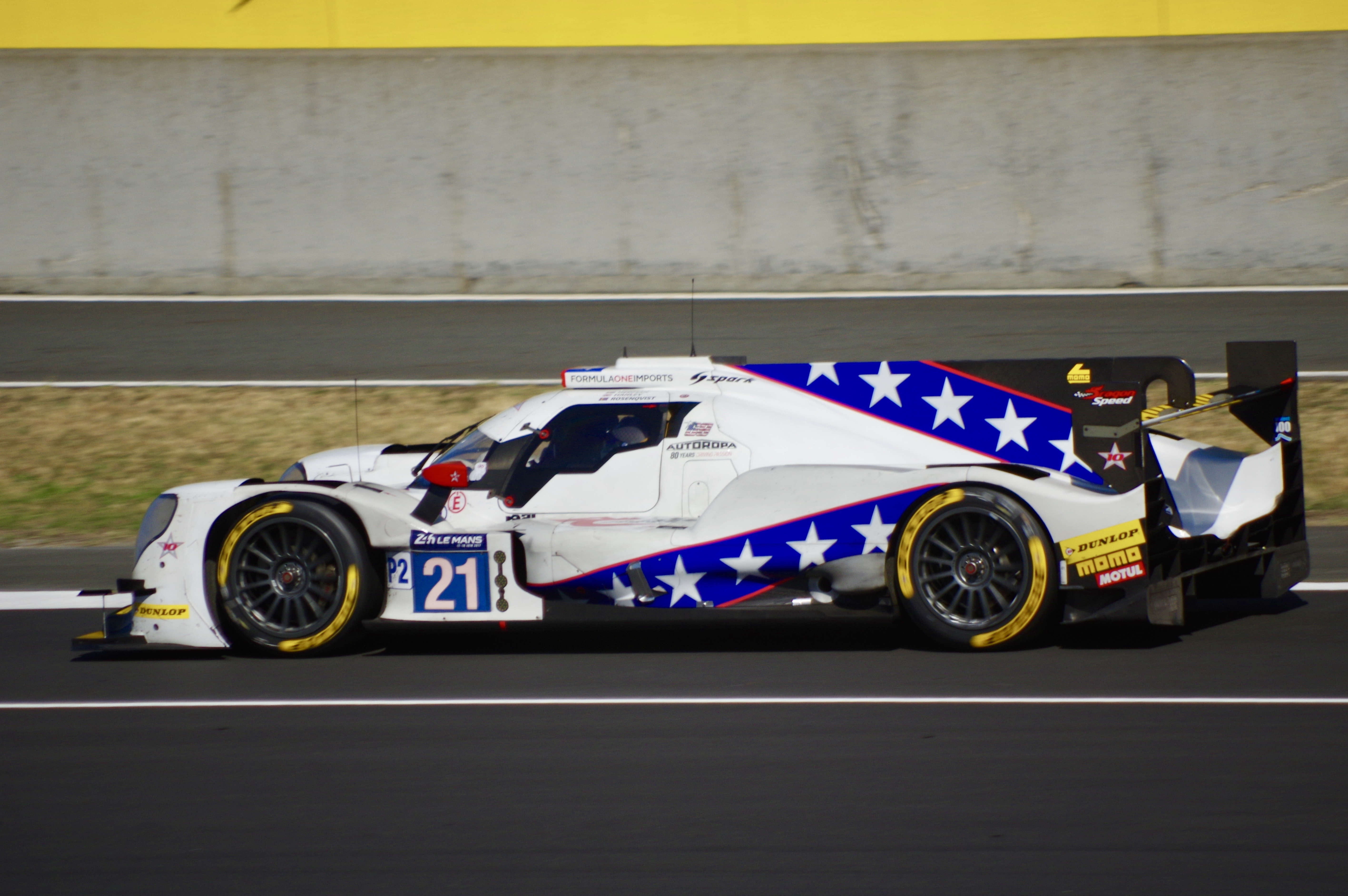
Oreca 07 n°21 de l'écurie DragonSpeed aux 24 Heures du Mans 2017

### 2017
En 2017, Henrik Hedman continue son aventure en European Le Mans Series. La réglementation changeant, l'écurie est restée avec Oreca mais est passée à des châssis Oreca 07 avec une motorisation Gibson. 
Il commence son année par une participation à la première manche du WeatherTech SportsCar Championship, les 24 Heures de Daytona où DragonSpeed engage son Oreca 07. Comme l'année précédente, la Balance de Performance n'est guère favorable aux voitures LMP2 et de plus, l'Oreca 05 rencontre des ennuis électroniques a doit abandonner en début de matinée. 
De retour en Europe, il lance sa saison d'European Le Mans Series. Aux 4 Heures de Silverstone, la voiture obtient la pole position et le meilleur temps en course, mais des problèmes techniques ne lui permettent pas de finir la course. Aux 4 Heures de Monza, il obtient de meilleurs résultats avec une seconde place à 2,4 s de la voiture de tête. Aux 4 Heures du Red Bull Ring, il rencontre des problèmes mécaniques qui contraignent la voiture à l'abandon. Aux 4 Heures du Castellet et aux 4 Heures de Spa, la voiture obtient la pole position mais ne peut finir sur le podium. Aux 4 Heures de Portimão, la voiture obtient le meilleur de tour en course mais une sortie de piste la relègue à la 10e place. Henrik Hedman finit le championnat pilotes à la 11e position.

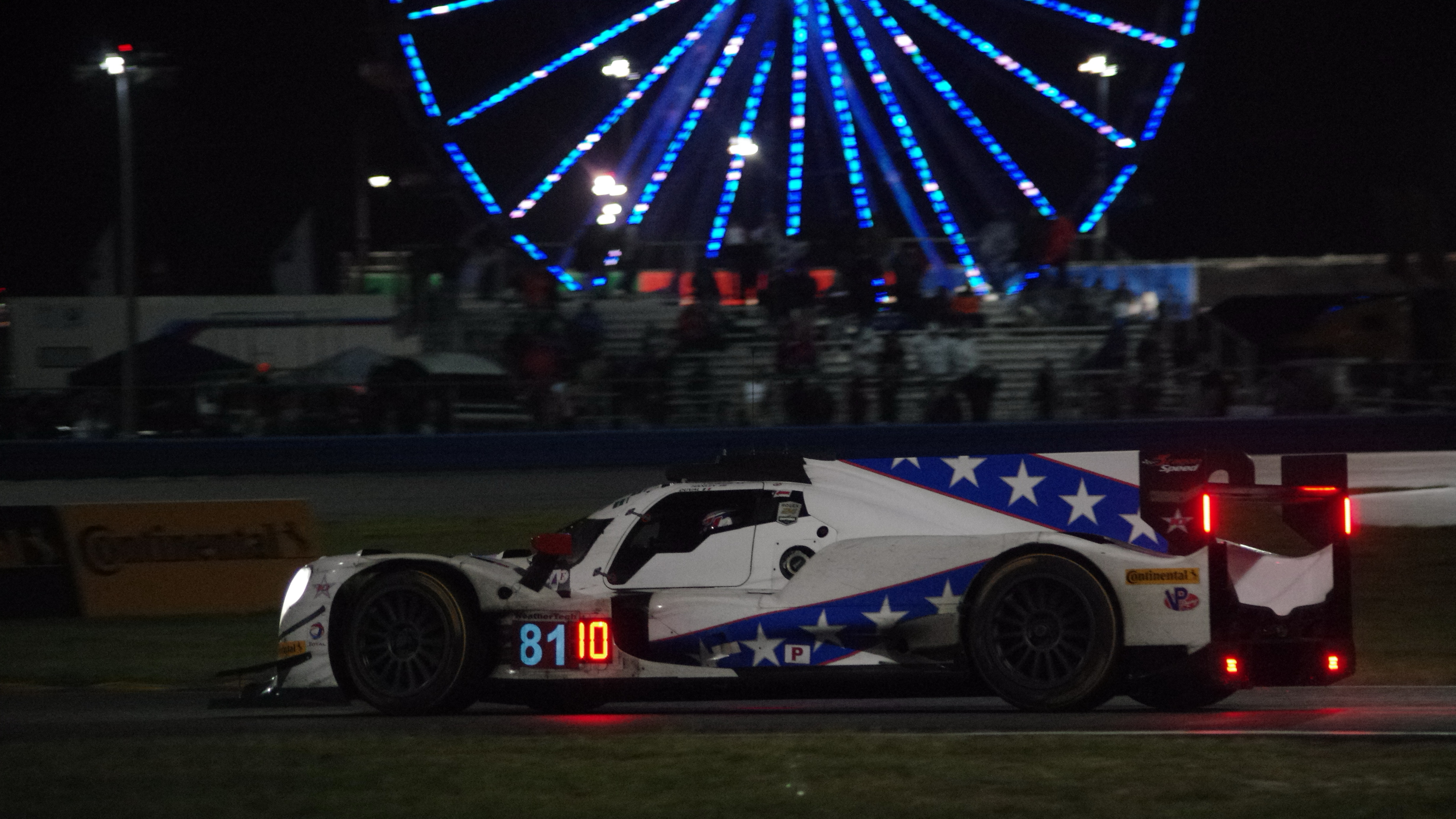
Oreca 07 n°81 de l'écurie DragonSpeed aux 24 Heures de Daytona 2017

### 2018
En 2018, Henrik Hedman continue en European Le Mans Series dans la catégorie LMP2, mais également en Championnat du monde d'endurance dans la catégorie LMP1. 
Pour la première épreuve des European Le Mans Series, les 4 Heures du Castellet, la voiture prend un bon départ et mène l'épreuve au bout d'une heure. À la suite d'une légère collision d'Henrik Hedman avec Duncan Cameron, l’Oreca 07 doit rejoindre son stand et abandonner par la suite. Pour la manche suivante des European Le Mans Series, les 4 Heures de Monza, la voiture est en pole position à la suite de l'annulation du temps de celle du TDS Racing. L'avantage de la pole position est conservé durant les neuf premiers tours, mais l'Oreca 07 n°26 du G-Drive Racing finit par prendre le dessus et l'équipage de la DragonSpeed n°21 finit en 4e position. 
À la suite de cette course, Henrik Hedman prend la direction des 6 Heures de Spa. Lors des essais, la BR Engineering BR1 est détruite lors d'une sortie de piste dans le raidillon et de ce fait, il ne participe pas à la course. À la suite d'une analyse, le problème est identifié et la participation aux 24 Heures du Mans est confirmée. Après s’être qualifié en 8e position, l'équipage de la BR Engineering BR1 n°10 s'élance pour le double tour d'horloge du Circuit des 24 Heures. Au 91e tour, lorsque Ben Hanley est au volant, la voiture sort de la piste dans le virage Porsche. À la suite des 24 Heures du Mans, Henrik Hedman retourne en European Le Mans Series pour les 4 Heures du Red Bull Ring. Il finit l'épreuve mais à la 5e place. Lors de la manche suivante, il parvient à participer aux 4 Heures de Silverstone et aux 6 Heures de Silverstone durant le même week-end. Il finit les 4 Heures de Silverstone à la 2e place, mais les 6 Heures de Silverstone sont plus difficiles, avec une 25e position à plus de 28 tours du vainqueur. Ce sera pour Henrik Hedman la dernière course en Championnat du monde d'endurance pour cette année. Il est ensuite remplacé par James Allen pour les deux manches suivantes. 
En European Le Mans Series, lors des 4 Heures de Silverstone, dans des conditions climatiques très difficiles, comme à Silverstone, il finit la course en 2e position. Le championnat se clôture par une course anonyme aux 4 Heures de Portimão.

### 2019
En 2019, Henrik Hedman continue son engagement en Championnat du monde d'endurance dans la catégorie LMP1. Il participe de nouveau aux 24 Heures de Daytona avec l'une des deux voitures de l'écurie DragonSpeed. L'équipage réalise la pole position de la catégorie. Les conditions climatiques sont très difficiles avec beaucoup de pluie, et la voiture ne voit pas la ligne d'arrivée. 
Henrik Hedman reste ensuite aux États-Unis afin de participer aux 1 000 Miles de Sebring pour son retour dans le Championnat du monde d'endurance. Des problèmes électroniques lui causent un abandon. Ces mêmes problèmes ont poussé DragonSpeed à s'absenter des 6 Heures de Spa. 
À la suite de cela, Henrik Hedman s'engage de nouveau en European Le Mans Series dans la catégorie LMP2. Pour la première épreuve du championnat, les 4 Heures du Castellet, après de nombreux chassé-croisés avec différentes voitures, l'équipage remporte l'épreuve, première victoire d'Henrik Hedman dans ce championnat depuis les 4 Heures de Spa 2016. Lors de la course suivante, les 4 Heures de Monza, les résultats sont plus anonymes avec une 10e place. Henrik Hedman finit le championnat pilotes à la 7e position, en progression par rapport à la dernière saison, sans égaler les performances d'il y a deux saisons.

## Palmarès

### 24 Heures du Mans
| Année | Écurie                | Copilotes                       | Voiture                   | Classe | Tours | Pos. | Class Pos. |
| ----- | --------------------- | ------------------------------- | ------------------------- | ------ | ----- | ---- | ---------- |
| 2017  | DragonSpeed - 10 Star | Ben Hanley Felix Rosenqvist     | Oreca 07-Gibson           | LMP2   | 343   | 14e  | 12e        |
| 2018  | DragonSpeed           | Ben Hanley Renger Van der Zande | BR Engineering BR1-Gibson | LMP1   | 244   | Abd. | Abd.       |
| 2019  | DragonSpeed           | Ben Hanley Renger Van der Zande | BR Engineering BR1-Gibson | LMP1   | 76    | Abd. | Abd.       |

### Championnat du monde d'endurance
| Année     | Ecurie      | Châssis            | Moteur                     | Classe | 1       | 2        | 3      | 4   | 5   | 6      | 7   | 8   | Position | Points |
| --------- | ----------- | ------------------ | -------------------------- | ------ | ------- | -------- | ------ | --- | --- | ------ | --- | --- | -------- | ------ |
| 2018-2019 | DragonSpeed | BR Engineering BR1 | Gibson GK428 4,2 L V8 Atmo | LMP1   | SPA Np. | LMS Abd. | SIL 25 | FUJ | SHA | SEB 12 | SPA | LMS | 39e*     | 0.5*   |

N.B. * Saison en cours. Les courses en gras indiquent une pole position, les courses en italique indiquent le meilleur tour en course.

### WeatherTech SportsCar Championship
| Année | Ecurie      | Châssis  | Moteur                      | Classe | 1                 | 2               | 3   | 4   | 5   | 6   | 7   | 8   | 9   | 10  | 11  | Position | Points |
| ----- | ----------- | -------- | --------------------------- | ------ | ----------------- | --------------- | --- | --- | --- | --- | --- | --- | --- | --- | --- | -------- | ------ |
| 2016  | DragonSpeed | Oreca 05 | Nissan VK50VE 5,0 l V8 Atmo | P      | DAY               | SEB gén:4 cls:4 | LBH | LGA | BEL | WGL | MOS | LIM | ELK | AUS | ATL | 26e      | 29     |
| 2017  | DragonSpeed | Oreca 07 | Gibson GK428 4,2 l V8 Atmo  | P      | DAY gén:39 cls:10 | SEB             | LBH | AUS | BEL | WGL | MOS | ELK | LGA | ATL |     | 39e      | 21     |
| 2019  | DragonSpeed | Oreca 07 | Gibson GK428 4,2 l V8 Atmo  | LMP2   | DAY gén:15 cls:3  | SEB             | MOH | WGL | MOS | ELK | LGA | ATL |     |     |     | 9e*      | 30*    |

N.B. * Saison en cours. Les courses en grasindiquent une pole position, les courses en italique indiquent le meilleur tour de course.

### European Le Mans Series
| Année | Ecurie      | Châssis  | Moteur                      | Classe | 1        | 2      | 3        | 4     | 5     | 6      | Position | Points |
| ----- | ----------- | -------- | --------------------------- | ------ | -------- | ------ | -------- | ----- | ----- | ------ | -------- | ------ |
| 2016  | DragonSpeed | Oreca 05 | Nissan VK50VE 5,0 l V8 Atmo | LMP2   | SIL Abd. | IMO 3  | RBR Abd. | LEC 3 | SPA 1 | EST 2  | 4e       | 76     |
| 2017  | DragonSpeed | Oreca 07 | Gibson GK428 4,2 l V8 Atmo  | LMP2   | SIL 10   | MON 2  | RBR NC   | LEC 7 | SPA 5 | POR 10 | 11e      | 40     |
| 2018  | DragonSpeed | Oreca 07 | Gibson GK428 4,2 l V8 Atmo  | LMP2   | LEC Abd. | MON 4  | RBR 5    | SIL 2 | SPA 2 | POR 13 | 7e       | 50.5   |
| 2019  | DragonSpeed | Oreca 07 | Gibson GK428 4,2 l V8 Atmo  | LMP2   | LEC 1    | MON 10 | BAR      | SIL   | SPA   | POR    | 3e*      | 26*    |

N.B. * Saison en cours. Les courses en gras indiquent une pole position, les courses en italique indiquent le meilleur tour de course.